# Parti national du peuple (Jamaïque)
Pour les articles homonymes, voir Parti national du peuple.
Le Parti national du peuple (People's National Party) est un parti jamaïcain qui a été fondé par Norman Manley le 18 septembre 1938. Il est membre de l'Internationale socialiste et de la COPPPAL.

## Historique
Lors de sa création en 1938, Norman Manley établit le siège de son nouveau parti à Edelweiss Park, l'ancien fief de l'UNIA de Marcus Garvey. Manley s'inspire des idées de Garvey en axant la doctrine du parti sur la défense du prolétariat noir de Jamaïque. Il reçoit le soutien de son cousin, Alexander Bustamante, qui crée la même année le Bustamante Industrial Trade Union (incluant, entre autres, un syndicat maritime, un syndicat des transports, un syndicat d'employés agricoles et un syndicat d'empoyés municipaux) Pourtant une brouille entre les deux cousins aboutit à une scission et le PNP se rapproche alors du Trade Union Congress, fondé par le syndicaliste Ken Hill, puis du National Worker's Union, après la dissolution du TUC en 1951.
Lorsque le PNP était au pouvoir entre 1972 et 1980, on dit que la CIA a soutenu son rival, le Jamaican Labour Party. Michael « Joshua » Manley, alors dirigeant du PNP, a tenté de se rapprocher du bloc communiste. Il était très proche de Fidel Castro (et a fait venir des chercheurs cubains en Jamaïque) et voulait tenter de développer le Democratic Socialism, alternative humaniste au communisme et au capitalisme.
Lorsque le Fonds monétaire international demanda au gouvernement jamaïcain de pratiquer une politique plus libérale en échange de prêts, Manley prononça la phrase devenue célèbre : « Nous ne sommes pas à vendre ! »
Après les chocs pétroliers et par conséquent l'échec de ses plans sociaux, il dut se résigner à obtenir de l'argent du FMI. Pendant la guerre froide, Manley fit enfermer plusieurs opposants du JLP, ce qui contribua à la dégradation des relations avec les États-Unis.

## Liste des présidents du PNP
- Norman Manley (1938-1969)
- Michael Manley (1969-1992)
- P. J. Patterson (1992-2006)
- Portia Simpson-Miller (2006-2017)
- Peter Phillips (2017-)

## Résultats
| Année | Voix             | %                | Rang             | Sièges           |
| ----- | ---------------- | ---------------- | ---------------- | ---------------- |
| 1944  | 82 029           | 23,5             | 2e               | 5 / 32           |
| 1949  | 203 048          | 43,5             | 1er              | 13 / 32          |
| 1955  | 245 750          | 50,5             | 1er              | 18 / 32          |
| 1959  | 305 645          | 54,8             | 1er              | 29 / 45          |
| 1962  | 279 771          | 48,6             | 2e               | 19 / 45          |
| 1967  | 217 207          | 49,1             | 2e               | 20 / 53          |
| 1972  | 266 927          | 56,4             | 1er              | 16 / 53          |
| 1976  | 417 768          | 56,8             | 1er              | 47 / 60          |
| 1980  | 350 064          | 41,1             | 2e               | 9 / 60           |
| 1983  | Ne participe pas | Ne participe pas | Ne participe pas | Ne participe pas |
| 1989  | 473 754          | 56,6             | 1er              | 45 / 60          |
| 1993  | 401 131          | 60,0             | 1er              | 52 / 60          |
| 1997  | 429 805          | 56,2             | 1er              | 50 / 60          |
| 2002  | 396 590          | 52,1             | 1er              | 34 / 60          |
| 2007  | 405 293          | 49,6             | 2e               | 28 / 60          |
| 2011  | 463 232          | 53,3             | 1er              | 42 / 63          |
| 2016  | 433 629          | 49,7             | 2e               | 31 / 63          |
| 2020  | 305 157          | 42,8             | 2e               | 14 / 63          |